# メリー・クレイトン
メリー・クレイトン（Merry Clayton、1948年12月25日 - ）は、アメリカ合衆国のR&B歌手。ソロ活動の他、ローリング・ストーンズとの共演で広く知られる。他にも様々なアーティストの作品でバック・コーラスを担当した。1980年代以降は女優としても活動。

## 来歴
ニューオーリンズ出身。リトル・フィートのメンバーとして知られるサム・クレイトンは実弟に当たる。
1963年にシングル「The Doorbell Rings」でソロ・デビューを果たした。またセッション・ミュージシャンとして様々なアーティストのバック・コーラスを務める。中でもレイ・チャールズのバック・コーラスを担当したグループ、レイレッツでの活動等で知られる。
1969年、ローリング・ストーンズのアルバム『レット・イット・ブリード』の収録曲「ギミー・シェルター」のレコーディングに参加。ミック・ジャガーとデュエットし、一部では単独でリード・ボーカルを担当した。当初はデラニー&ボニーのボニー・ブラムレットが参加する予定だったが体調を崩したので、代役として彼女が呼ばれた。
1970年、上記「ギミー・シェルター」のカヴァーを含む初のソロ・アルバム『ギミー・シェルター』を発表。同カヴァーはシングル・カットされて全米73位に達した。同年10月、カリフォルニア州で行われた音楽フェスティバル「ビッグ・サー・フェスティバル」に参加し、その時の模様の一部はオムニバス・ライブ・アルバム『Celebration』（1971年）に収録された。
1970年代にはジョン・サイモン『ジョン・サイモンズ・アルバム』（1970年）、キャロル・キング『つづれおり』（1971年）、リンゴ・スター『リンゴ』（1973年）、レーナード・スキナード「スウィート・ホーム・アラバマ」（1974年）などのアルバムでバック・コーラスを担当した。1972年には、ロンドン交響楽団とイギリス室内合唱団のアルバム『トミー』の制作とコンサートに客演して独唱した。
1986年公開の映画『ナインハーフ』で歌手の役を演じ、翌年には「女刑事キャグニー&レイシー」の最終シーズンに刑事役でレギュラー出演した。1988年、映画『ダーティ・ダンシング』のサウンドトラックで歌った楽曲「Yes」が、シングルとして彼女の最大のヒット曲となる全米45位を記録した。
私生活では1960年代末期にジャズ・サックス奏者のカーティス・アミーと結婚し、2人の息子に恵まれる。アミーは2002年に死去。
2013年、バックシンガーにスポットライトを当てたドキュメンタリー映画『バックコーラスの歌姫たち』に出演。

## 共演したミュージシャン
以下、クレイトンがレコーディングやライブをサポートしたアーティストを姓またはバンド名の五十音順に示す。
- ロイ・エアーズ
- ジェリー・ガルシア
- アイリーン・キャラ
- キャロル・キング
- B.B.キング
- ルー・グラム
- ジョー・コッカー
- リンゴ・スター
- バーブラ・ストライサンド
- レイ・チャールズ
- ジェシ・エド・デイヴィス
- デラニー&ボニー

- アラン・トゥーサン
- 長渕剛
- ジーン・ハリス
- ビッグ・カントリー
- ディー・ディー・ブリッジウォーター
- ビリー・プレストン
- ハーヴィー・メイソン
- ニール・ヤング
- レオン・ラッセル
- レーナード・スキナード
- ローリング・ストーンズ
- ケニー・ロギンス

## ディスコグラフィ

### スタジオ・アルバム
- 『ギミー・シェルター』 - Gimme Shelter (1970年、Ode) ※旧邦題『明日に架ける橋/メリー・クレイトン・デビュー』
- 『メリー・クレイトン』 - Merry Clayton (1971年、Ode) ※旧邦題『クィーン・オブ・ソウル/メリー・クレイトン第2集』
- Celebration (1971年、Ode)
- 『キープ・ユア・アイ・オン・スパロウ』 - Keep Your Eye on the Sparrow (1975年、Ode)
- Emotion (1979年、MCA)
- Miracles (1994年、CGI)
- Beautiful Scars (2021年、Motown Gospel)